# Cesar Bresgen
Cesar Bresgen (Firenze, 16 ottobre 1913 – Salisburgo, 7 aprile 1988) è stato un compositore austriaco.

## Biografia
Nacque a Firenze da Maria e August Bresgen, entrambi artisti. Ha trascorso la sua infanzia a Zell am See, Monaco, Praga e Salisburgo.
Ha studiato dal 1930 al 1936 alla Musikhochschule München pianoforte, organo, direzione d'orchestra e composizione con Joseph Haas. Nel 1933 si trasferì a Londra, dove lavorò come pianista e compositore, collaborando con danzatori, tra cui Leslie Barrowes.
Si sposò nel 1936. Lavorò alla stazione radiofonica di Monaco dal 1936 al 1938. Nel 1939 divenne professore di composizione al Mozarteum di Salisburgo.
È stato un soldato negli ultimi anni della seconda guerra mondiale, combattendo sul fronte occidentale. Dopo la guerra lavorò come organista e direttore di coro a Mittersill, in Austria. Lì incontrò Anton Webern, che gli fece un'impressione significativa. Nel 1947 riprese ad insegnare al Mozarteum, divenendo infine professore.
Nel 1956 sposò la pianista Eleonore Jorhan.
Come il suo amico Carl Orff, lavora molto nella pedagogia.
Nel 1976 ha vinto il Gran Premio di Stato Austriaco per la musica.
È morto a Salisburgo.

## Lavori

### Opera
- Krabat (1982)